# Tura inquilina
Tura inquilina is een pissebed uit de familie Porcellionidae. De wetenschappelijke naam van de soort is voor het eerst geldig gepubliceerd in 1894 door Koelbel.